# Jörg Kunze (Schauspieler)
Jörg Kunze (* 1983 in Bad Muskau) ist ein deutscher Schauspieler und Musiker.

## Leben
Jörg Kunze wurde in Ostsachsen geboren. Sein Schauspielstudium absolvierte er von 2004 bis 2007 an der Schule für Schauspiel Hamburg.
Von 2008 bis 2016 spielte er am Thalia Theater Halle, am neuen theater Halle und am Puppentheater Halle in mehr als 50 Produktionen. Zu seinen Bühnenrollen gehörten u. a. Marquis von Posa in Don Karlos (Spielzeit 2010/11, Regie: Annegret Hahn) und Kapitän Ahab in Moby Dick (2014–2016, Regie: Kalma Streun). Während seines Engagements an den verschiedenen Bühnen in Halle arbeitete er u. a. mit den Regisseuren Wolfgang Engel, Moritz Sostmann, Matthias Brenner und Ronny Jakubaschk zusammen. Gleichzeitig übernahm er dort bei mehreren Produktionen die musikalische Leitung und die Komposition von Theatermusik.
In der Spielzeit 2016/17 spielte er am Hans-Otto-Theater in Potsdam die Titelrolle im Märchenstück Der gestiefelte Kater. In der Spielzeit 2017/18 gastierte er dort in dem Kindertheaterstück Dicke Sternschnuppe.
Seit 2019 arbeitet er als Schauspieler und Bühnenmusiker am Schauspiel Hannover. In der Spielzeit 2019/20 übernahm er dort die Rolle des Räuberhauptmanns Borka in Ronja Räubertochter.
Kunze spielte auch in einigen Film- und TV-Produktionen mit. In der 17. Staffel der ZDF-Serie SOKO Wismar (2021) spielte er in einer der Episodenrollen den tatverdächtigen Forstamtsmitarbeiter Jens Kemper. In der 4. Staffel der ZDF-Serie SOKO Potsdam (2021) übernahm er eine Episodenhauptrolle als tatverdächtiger Lebensgefährte einer jungen Mutter, die die schwer erkrankte gemeinsame Tochter von einem selbsternannten „Gesundheitsberater“ behandeln lässt. In der 4. Staffel der ZDF-Serie Blutige Anfänger (2022) war er in einer Episodenrolle als tatverdächtiger Ehemann einer vergewaltigten und traumatisierten jungen Frau zu sehen. In der 24. Staffel der ZDF-Serie SOKO Leipzig (2023) spielte er in einer Episodenhauptrolle einen vermeintlich hilfsbereiten Polizeibeamten, der sich als psychopathischer Stalker herausstellt.
Jörg Kunze lebt seit 2020 als freischaffender Schauspieler und Musiker in Hannover.

## Filmografie
- 2019: Rot & Gold (Kurzfilm)
- 2021: SOKO Wismar: Waidmannsheil (Fernsehserie, eine Folge)
- 2021: SOKO Potsdam: Zu deinem Schutz (Fernsehserie, eine Folge)
- 2022: Blutige Anfänger: Henkersmahlzeit (Fernsehserie, eine Folge)
- 2023: SOKO Leipzig: Ich sehe dich (Fernsehserie, eine Folge)